# Малкълм Глейзър
Малкълм Глейзър (на английски: Malcolm Glazer) е американски бизнесмен и собственик на футболни и други спортни клубове.

## Биография
Притежава контролния пакет акции на английския футболен клуб Манчестър Юнайтед, а също така е собственик на клуба Тампа Бей Бъканиърс от град Тампа във Флорида, САЩ. Най-големият, най-богатият и популярен футболен клуб в света – „Манчестър юнайтед“, е погълнат в по-голямата си част само за няколко часа в четвъртък, 12 май, от американския милиардер Малкълм Глейзър. Най-голямата сделка в историята на световния футбол вероятно ще финишира на обща цена от 790 млн. паунда (1.156 млрд. евро), а Глейзър ще стане вторият футболен владетел от подобен тип в Европа след собственика на „Челси“ Роман Абрамович.
Седемдесет и седем годишният милиардер, който е собственик и на отбора по американски футбол Тампа Бей Бъканиърс и един от 25-те най-богати хора в САЩ (според сп. „Форбс“) със състояние от 1.1 млрд. долара, придоби в четвъртък следобед общо 56,9% от акциите в „Манчестър юнайтед“, след като закупи дела от 28,7% на инвестиционната компания „Кюбик експрешън“, собственост на ирландците Джон Маниър и Джей Пи Макманъс. Той получи акциите им срещу 332,5 млн. евро – 75 736 960 акции, всяка от тях по 4,39 евро. Малко по-късно Глейзър съобщи, че е купил още 6,45% от „Манчестър юнайтед“ – дял, който бе собственост на шотландския собственик на мини Хари Добсън, и в крайна сметка се очакваше да достигне границата от 75%. При това положение американецът има право да направи оферта за целия клуб без допълнителни условия, като изкупи останалите акции на моментната им цена от 300 пенса, да делиства „Юнайтед“ от фондовата борса и да завърши сделката с обявената от самия него обща цена на поглъщането от 790 млн. паунда (1,156 млрд. евро).
Операцията, извършена чрез компанията на Глейзър „Ред футбол“, е определена в първите коментари на британските медии като класически „хам-хум“ в най-високите индустриални нива не само на футбола, но и в световния бизнес въобще. „Юнайтед“, който излезе на борсата през 1991 г., успя да изгради солиден печеливш бизнес и една от най-популярните марки в света, като се превърна в привлекателна цел за поглъщане заради огромния си маркетингов потенциал и възможности за реализиране на приходи. Очевидно Глейзър е привлечен от възможността да придобие необременен от дългове бизнес, с отличен имидж и огромен потенциал за развитие в САЩ, особено на пазарите на новите технологии. Според „Делойт&Туш“ само за 2004 г. клубът е реализирал приход от над 250 млн. евро, което го прави лидер в световната футболна индустрия, с рекордните 75 милиона привърженици в целия свят.

### От Рочестър до Манчестър
Глейзър, който е роден в Рочестър, щата Ню Йорк, минава за една от големите акули в бранша, след като още 15-годишен поема семейния бизнес след смъртта на баща си. През 1991 г. прави неуспешен опит да купи известната компания за мотоциклети „Харли – Дейвидсън“, а през 1995 г. купува Бъканиърс за 192 млн. долара. Три от шестте му деца са изпълнителни вицепрезиденти в клуба от НФЛ. Преди да сложи ръка върху „Юнайтед“, милиардерът се опита да купи бейзболния тим Лос Анджелис доджърс, но не успя.
Офертата бе отправена от Глейзър още в началото на февруари и бе трета поред, след като предишните две бяха отхвърлени от ръководството на клуба. Този път обаче американецът предприе стратегически ход, като привлече за консултант в сделката инвестиционната банка „Ротшилд“. Глейзър правилно бе преценил, че ангажирането на институцията ще компенсира провала му във втората оферта, когато „Джей Пи Морган“ – банката, която осигуряваше по-голямата част от парите за офертата на стойност над 700 млн. паунда (1.3 млрд. долара), реши да се оттегли от сделката. Причината, заради която банката преустанови участието си, бяха твърде агресивните действия на американеца. На годишното общо събрание на клуба той използва позициите си и осуети преизбирането на трима свои противници в борда на директорите на „Юнайтед“ – Морис Уилкинс, Филип Йеа и Анди Енсън. Това доведе до оттеглянето на „Джей Пи Морган“, като впоследствие нейното място зае „Ротшилд“.
За проблем №1 в сделката по поглъщането се счита присъствието на двамата ирландци. Маниър е влиятелна фигура в световния бизнес с чистокръвни коне чрез компанията си „Кулмор стъд“. Дългогодишният му партньор Джей Пи Макманъс е разточителен комарджия и бивш букмейкър, известен най-вече с коня си Истабрак, който спечели три пъти престижното състезание в Челтнъм. Взети заедно, двамата са най-големите инвеститори в „Манчестър юнайтед“ чрез офшорната си инвестиционна компания „Кюбик експрешън“. Техният дял дотогава е най-големият – малко под границата от 30%, при достигането на която правилникът на Комисията по поглъщанията изисква да бъде направена оферта на всички останали акционери. Двамата обаче така и не проявиха интерес към подобен развой на събитията и изчакваха намесата на Глейзър.

### Старт на кампанията
Впрочем поглъщането на футболния клуб от Малкълм Глейзър е резултат на двегодишна целенасочена кампания. За пръв път неговото име се появи през пролетта на 2003 г., когато американецът закупи скромен дял от 2,9% от „Юнайтед“ срещу 14.18 млн. долара. Той влезе в клуба заедно с Джон де Мол, който стои зад тв шоуто „Биг брадър“, и взе 2,5%. Малко по-късно финансовите анализатори от Лондон предрекоха съвсем правилно, че навлизането на двамата ще доведе до война между милиардерите с акции в клуба. Тогава се считаше, че клубът може да бъде погълнат по-скоро от ирландците, които през 2001 г. се възползваха от тогавашния срив в цената на акциите и купиха 10 милиона от тях (6.8 процента) за 30 милиона паунда, а след това прогресивно увеличаваха дела си. Маниър и Макманъс, чиято компания „Кюбик експрешън“ бе регистрирана на британските Вирджински острови заради либералния данъчен режим, бяха причислени от анализаторите към т.нар. мафия „Кулмор“. По същото време 6.5-процентов дял купи и шотландския собственик на мини Хари Добсън, дългогодишен партньор на ирландците, както и техният сънародник Дермънт Дезмънд (1,5%), акционер и в „Селтик“ (Глазгоу). На Дезмънд се приписваха и добрите контакти с финансовите жонгльори, братята Кулмор, и анализаторите още тогава предполагаха, че той действа заедно с Макманъс и Мениър. Така на практика „Юнайтед“ бе подчинен на ирландско-шотландския предприемачески кръг, който сега продаде акциите си на Глейзър. В онези години обаче борсовата стойност на клуба бе едва около половин милиард евро, а акциите се търгуваха по 135 пенса.

### Глейзър тръгва в атака
През октомври 2003 г. Глейзър и Джон „Биг брадър“ де Мол увеличиха дяловото си участие във футболния клуб – първият до 8,94%, а Де Мол до 4,1%. По този начин американецът стана втори по акции в „Юнайтед“ след ирландците от „Кюбик експрешън“. Маниър и Макманъс обаче също увеличиха дела си до 23,15%, като изкупиха акциите на телевизионната компания BSkyB срещу 90 млн. евро. Останалите по-важни акционери бяха Добсън, чийто дял запази непроменен размера си, и фондът „Лансдаун партнерс“ с 5,2%. Инвестиционната активност се отрази на цената на книжата и борсовата им стойност се увеличи от 85 пенса през ноември 2002 г. до 255 пенса година по-късно.
На 13 октомври 2003 г. ръководството на клуба съобщи, че се опитва да установи кой е собственикът на 900 000 акции на клуба на обща сума около 7 млн. евро, тъй като се оказа, че има неяснота относно самоличността на притежателя. Проблемът идвал оттам, че е било действано чрез швейцарски банки, нежелаещи да разкрият самоличността на притежателя на акциите. Ситуацията обаче се оказа в разрез с чл. 212 от британския закон за компаниите, който задължава всички притежатели на ценни книжа от която и да било фирма да разкриват при поискване кой именно е собственик на акциите. В крайна сметка се оказа, че мистериозното лице е Малкълм Глейзър, който вече държеше 9,66% от клуба. Последва нов борсов скок на ценните книжа на клуба.

### Нови покупки
В началото на декември 2003 г. последва ново оживление на футболната борса – отново неизвестен купувач е придобил дял от „Манчестър юнайтед“ – 4,5% срещу 47 млн. евро. Няколко дни анализаторите от Лондонското сити гадаеха кой е новият инвеститор, докато в крайна сметка не се оказа, че името е достатъчно добре познато – Малкълм Глейзър. Американецът изкупи дела на „Лансдаун партнърс“ и вече притежаваше 14,31%. В резултат на това последва нов скок на акциите на „Юнайтед“ на борсата, този път с 5,6%, достигайки тригодишен максимум. За скока бе решаващо и това, че в същия ден клубът удължи спонсорския си договор с „Водафон“ за още четири години срещу 50 млн. евро. За да поддържат интригата, Маниър и Макманъс купиха още малко акции и увеличиха дела си до 25,49%.
В крайна сметка през февруари 2004 г. се разбра, че Глейзър вече е собственик на 16,31%, и по този повод милиардерът изяви за пръв път желанието си за поглъщане на клуба. Точно тогава обаче настъпи изключително неблагоприятен момент за сделка във връзка с избухналия „конски скандал“ в клуба. Ирландецът Маниър се скара с мениджъра на „Юнайтед“ Алекс Фъргюсън относно собствеността на двамата върху състезателния кон Скалата на Гибралтар и разпределението на приходите от разплодните такси на животното. Клубът изпадна в ръководна и спортно-техническа криза.

### Синовете влизат в боя
През август 2004 г. обаче Глейзър започна нова офанзива, при това вече като собственик на 50,27 милиона акции, или 19,17% от клуба срещу 28,9% на коневъдите от Ирландия. В наддаването за футболния клуб се ангажира и останалата част от фамилията Глейзър – синовете Джоел, Ед и Брайън. Семейството предложи първата си оферта към ирландците да изкупи акциите им по 4.34 евро при борсов курс от около 3.90 евро. Маниър и Макманъс контрираха с цена от 4.62 евро на акция.
Борсовите анализатори определиха ситуацията като начална фаза на последния етап от поглъщането на футболния клуб от Глейзър. Акциите отново скочиха, този път до 257.25 пенса. В края на октомври офанзивата се засили с нова покупка на акции, този път довела до увеличение на дела на американеца до 27,63%. Глейзър и синове платиха 25 млн. евро за 6.06 млн. акции. На борсата настъпи оживено очакване, тъй като американецът се доближи до 30% – границата, при която следва да се направи предложение за изкупуване на целия останал капитал. Ръководството на футболния клуб обаче съобщи по този повод в собствено изявление до фондовата борса, че бизнес планът на Глейзър не е в интерес на „Юнайтед“, тъй като зависи твърде много от кредитирането му. Малко по-късно дойде и втората оферта за поглъщане, като този път сумата бе 1.113 млрд. евро. Тази сделка обаче се провали заради оттеглянето на „Джей Пи Морган“. В крайна сметка обаче последвалият трети опит на американеца да погълне клуба завърши с успех.